# Brasergasilus bifurcatus
Brasergasilus bifurcatus is een eenoogkreeftjessoort uit de familie van de Ergasilidae. De wetenschappelijke naam van de soort is voor het eerst geldig gepubliceerd in 2007 door Santos, Thatcher & Brasil-Sato.